# Román Abramóvich
Román Arkádievich Abramóvich (en ruso: Рома́н Арка́дьевич Абрамо́вич, en hebreo: רומן אברמוביץ'‎; Sarátov, URSS, 24 de octubre de 1966) es un multimillonario ruso que también posee las nacionalidades israelí y portuguesa. Sus dividendos provenían principalmente del petróleo. Es percibido como uno de los dirigentes post rusos, aunque se le atribuye su éxito a sus privilegiadas relaciones con los círculos de poder de Moscú. En Occidente, es más conocido por haber sido el dueño de un equipo de fútbol en Inglaterra, el Chelsea Football Club, desde el 2003 hasta el 2022. Su empresa petrolera Sibneft, la cual vendió a mediados de 2005 a Gazprom, firmó en marzo de 2004 un acuerdo de patrocinio con el equipo ruso CSKA Moscú (debido a la normativa de UEFA para que un propietario no sea dueño o tenga intereses en dos o más equipos de Europa, Abramóvich no podía ejercer influencia alguna sobre el equipo ruso). Después de la venta de Sibneft, el acuerdo terminó ya que Gazprom compró en noviembre de ese mismo año al Zenit San Petersburgo, también de Rusia.

## Biografía

### Carrera empresarial
Román Abramóvich sirvió brevemente en el Ejército durante 1985, tras lo cual pasó a trabajar en una fábrica local. Hacia 1987, Abramóvich contrae matrimonio con Olga Yúrievna Lysova, boda de la cual, la pareja, a manera de presente, percibe una ganancia de lo que en la época eran unos 2.000 dólares estadounidenses, cifra que Abramóvich invierte en una serie de propiedades del mercado ilícito de bienes raíces. A través de varios movimientos financieros, consigue finalmente duplicar y hasta triplicar las ganancias, forma una cooperativa, con un negocio de ventas de repuestos de automóviles como beneficiario, de la cual obtiene los intereses de la cooperativa y las ganancias, tras lo cual, vende el negocio y con varios inversionistas establece una fábrica de juguetes de plástico.
Cabe destacar que, debido al sistema socialista que regía en la Unión Soviética, cualquier iniciativa privada en el país era ilícita, por lo cual todos los negocios y movimientos de Abramóvich en esos años, podrían ser considerados parte de mercados extraoficiales, es decir, al margen de la legalidad soviética, que centralizaba toda propiedad o activo existente en todo el territorio nacional. 
Es entonces cuando, con la llegada de la Perestroika, la reforma económica interna soviética, Abramóvich legitima todos sus negocios y procede a diversificarse en varios sectores, logrando introducirse en la industria petrolera, como inversionista y de esa manera para inicios de la década de los noventa, posee una notoria cantidad de capital con la cual realizar proyectos.
A lo largo de la década de 1990 Abramóvich logra establecer y liquidar en total 20 compañías, que le permiten ganancias notorias y de 1992 a 1995, se dedica a fundar y dirigir cinco empresas que se encargan de la reventa de productos, la comercialización y producción de bienes de consumo, luego se convierte en intermediario dentro de la industria petrolera, hasta que finalmente se dedican en su totalidad hacia la comercialización de petróleos y sus derivados. Resalta además en 1992, el hecho de que a causa de una serie de errores administrativos cometidos por la empresa americano-letona "Chikora International" un cargamento bajo su custodia, en lugar de ser vendido en Kaliningrado, terminó siendo enviado a Riga. Acusado por robo de bienes del Estado, fue retenido por la Policía rusa, desembocando en un breve arresto, el cual culmina después de que él mismo colaborase con las autoridades y "Chikora International" se viera obligada a pagar una compensación al Estado ruso. 
En 1995, junto con su socio Borís Berezovski - un antiguo socio del entonces presidente ruso Borís Yeltsin - adquiere una participación mayoritaria sobre una compañía petrolera llamada "Sibneft", adquisición que se da bajo el amparo del polémico "Programa de préstamos a cambio de acciones", que permite a Abramóvich y a Berezovski adquirir la mayoría accionarial, a cambio de 100 millones de dólares cada uno, cuando el valor real de las acciones, dictaba que de hecho, cada uno debió de haber pagado 150 millones USD, para cubrir su valor real.
Las ganancias por la adquisición de "Sibneft" fueron enormes y rápidas. Pronto, Abramóvich no sólo recuperó su inversión, sino que obtuvo altos beneficios. Con estos recursos y los generados por otras inversiones centró sus negocios en la adquisición masiva de empresas y compañías estatales privatizadas durante el gobierno de Yeltsin, al que fue muy cercano. 
Así, a principios del siglo XXI Abramóvich, se había convertido en el hombre más acaudalado de Rusia y uno de los más ricos del mundo, alcanzándo su punto álgido en 2006, cuando fue citado por la revista Forbes como la undécima mayor fortuna del mundo.
The Guardian concluye acerca de su carrera empresarial: 

En 1996, a la edad de 30 años, Abramóvich se había vuelto tan rico e influyente políticamente, que se había convertido en el hombre más cercano al presidente Boris Yeltsin, y se había mudado a un apartamento en el Kremlin por invitación de la familia presidencial. En 1999, ya convertido en un magnate, Abramóvich fue elegido gobernador de la remota provincia de Rusia de Chukotka, y desde entonces ha prodigado £ 112 millones (€ 132 millones) en la caridad a la reconstrucción de la empobrecida región. La imagen de magnate influyente y hecho a sí mismo, poderoso y rico, era el resultado de los muy conscientes trámites que lo beneficiaron tanto durante la tumultuosa década de 1990, cuando cayó la Unión Soviética.

### Propiedades
En 2007 se le atribuyó la compra, por la suma de 50 millones de euros, del Castillo de Bran, en la ciudad rumana de Braşov, hogar de Vlad Draculea, más conocido como Drácula. Sin embargo, la venta no llegó a producirse y el actual propietario del castillo, Dominico de Austria-Toscana, parece haberse resignado a conservarlo mediante un consorcio con las autoridades locales. Se dice que a pesar de su gancho turístico, Bran era una propiedad de difícil venta porque el trato exigía una gestión respetuosa que impedía su explotación como parque temático sobre el personaje de Drácula.
Igualmente notoria es su fama, a causa de su gusto por los yates, destacándose el "Le Grand Bleu", que tiene 112 m, botado en el año 2000 de un astillero alemán. Su equipamiento incluye un helicóptero, un gran velero cargado en la cubierta y hasta un pequeño submarino. Otro de sus yates es el Pelorus, el cual mide 115 metros. Fue botado en 2003 y construido en el astillero Lürssen de Bremen, también en Alemania. Posee un restaurante, gimnasio y dos helipuertos. Actualmente posee el megayate Eclipse que mide 162,5 metros de eslora, tiene 2 helipads y un minisubmarino, y una aeronave Boeing 767-300 que en configuración de pasajeros tiene capacidad para 112 ocupantes más tripulación de vuelo.

### Incursión en la política
Abramóvich ha participado en política durante los últimos años. Fue elegido en 1999 representante en la Duma por Chukotka, una región en el Extremo Oriente ruso. En diciembre del año 2000 fue elegido gobernador de dicha región, y en 2005 el presidente ruso Vladímir Putin le renovó en el cargo para un segundo período. En el ínterin, la ley rusa había sido cambiada de manera tal que los gobernadores ya no serían elegidos por los habitantes de sus regiones, sino directamente por el presidente ruso. En julio de 2008, Abramóvich dejó este puesto político.

### Actividad en el mundo del fútbol
Gracias a su descomunal fortuna, Abramóvich ha podido volcar su interés (y su dinero) en su afición predilecta: el fútbol. 
En junio de 2003 compró el club de fútbol inglés Chelsea FC, cancelando la deuda que lo agobiaba e invirtiendo grandes cantidades de dinero en el equipo comprando los derechos deportivos de varios de los mejores jugadores y directores técnicos del mundo, gastando 165 millones de euros en la compra del equipo y más de 2000 millones en jugadores durante los casi 20 años de su gestión. Los resultados han sido casi inmediatos porque, desde entonces, el Chelsea ha ganado cinco Premier Leagues, cinco FA Cups, tres Copas de la Liga, dos Community Shields, dos Europa League, dos Champions League, una Supercopa de Europa y una Copa Mundial de Clubes de la FIFA. Algunos han criticado la actividad de Abramóvich en el Chelsea, alegando que sus exorbitantes compras iniciaron el proceso de inflación en el mercado de jugadores en Europa, afectando la inversión de los equipos que manejan menos presupuesto para la compra de jugadores. Abramóvich se ha involucrado de forma directa en el equipo, ya que presencia desde la tribuna casi todos sus partidos con su peculiar abrigo que lleva bordado el escudo del Chelsea.
En 2008 el Chelsea alcanzó por primera vez la final de la UEFA Champions League, en la que fue derrotado por el también inglés Manchester United el 21 de mayo en Moscú, poniendo fin al sueño de Abramóvich de obtener el mayor galardón europeo de fútbol a nivel de clubes en su país, aunque el 19 de mayo de 2012 el Chelsea consigue su sueño europeo tras vencer al Bayern de Múnich en esa misma ciudad alemana, empatando el partido con un resultado de 1-1 y 4-3 en la tanda de penaltis donde el cobro decisivo, al igual que el gol del empate, lo marcó el marfileño Didier Drogba. Sin embargo, en ese mismo año perdería la final del mundo ante el Corinthians de Brasil. En la temporada 2012-13 se adjudicó la UEFA Europa League venciendo en la final al Benfica de Portugal, convirtiéndolo en el primer equipo inglés en ganar todas las competiciones UEFA de clubes (y el único hasta la temporada 2016-2017, cuando el Manchester United consigue la UEFA Europa League). En la temporada 2018-19 consigue su segunda UEFA Europa League venciendo 4-1 en la final al Arsenal, en la primera final de este torneo entre equipos de Londres. El 29 de mayo del 2021 gana nuevamente la Champions al derrotar al Manchester City de Josep Guardiola por marcador 1-0, acumulando su cuarto título a nivel europeo e internacional durante su mandato. El 12 de febrero de 2022 obtiene su primer Copa Mundial de Clubes de la FIFA al vencer por 2-1 en la prórroga al representante sudamericano, Palmeiras.
Sibneft tuvo intereses en el equipo ruso CSKA Moscú, al firmar en marzo de 2004 un acuerdo de patrocinio cuando Abramóvich era dueño de la petrolera, costándole una investigación de la UEFA ya que esta no permite que un mismo propietario sea dueño o maneje intereses en dos o más equipos en el ámbito continental, demostrando al final que Abramóvich no tuvo influencia alguna en el equipo ruso. Curiosamente, el Chelsea y el CSKA jugarían en el mismo grupo de la UEFA Champions League de la temporada 2004-05, donde al final Chelsea avanzó y el CSKA terminó tercero para disputar la UEFA Europa League que terminó ganando. A pesar del corto tiempo que estuvo ligado Sibneft con el equipo moscovita (a mediados de 2005, Abramóvich la vendió a Gazprom y esta última terminó el vínculo con el CSKA), logró triunfos importantes ganando una Liga Premier de Rusia, una Copa de Rusia, una Supercopa de Rusia y la Europa League de la temporada 2004-05, ganando por primera vez para Rusia un campeonato europeo a nivel de clubes y un triplete en 2005 de Liga, Copa y Europa League.
El 8 de junio de 2021, la Liga Antidifamación (Anti-Defamation League o ADL en inglés) publicó el reporte "El antisemitismo en el fútbol europeo está en aumento". En el reporte dice que "La experiencia del propietario judío del Chelsea FC, Román Abramóvich, ha sido que durante las últimas tres semanas pone de relieve el fenómeno".
Ha sido acosado repetidamente en Twitter con crudos abusos antisemitas, con tuits como:
- "Román Abramóvich es judío, deja de apoyar al Chelsea"
- “Los judíos realmente gobiernan el mundo. Me sorprendió saber que Román Abramóvich es uno"
- "@premierleague Sigue arreglando partidos para el judío Abramóvich"
- "[Thomas, el entrenador en jefe del Chelsea] Tuchel no será respaldado en el verano. Es alemán y Abramóvich es un judío ruso"
- "Te garantizo que [el jugador del Chelsea Timo] Werner anotaría 30 goles esta temporada si no supiera que Román Abramóvich es judío"

El reporte de la Liga Antidifamación menciona y clarifica que “Abramóvich ha sido propietario del Chelsea FC durante 18 años. El Chelsea FC ha sido una voz líder en el Fútbol Europeo contra el antisemitismo, habiendo dirigido importantes programas educativos tanto para sus aficionados como para una red de escuelas que el Chelsea FC ha adoptado para promover su agenda contra el racismo...".
Román Abramóvich, quien él mismo es víctima del antisemitismo en internet, ha hecho el enfoque de su propiedad (del equipo Chelsea FC) la lucha contra el antisemitismo y la intolerancia en los deportes y en otros lugares. En julio de 2021, el equipo de fútbol Chelsea FC y la Liga Anti-Difamación (ADL) se unieron en una asociación para combatir el fanatismo. El equipo y la ADL ya trabajan juntos en “No hay lugar para el odio”, el cual es un plan de estudios contra la intolerancia para niños en edad escolar. En el comunicado anunciando la asociación, Bruce Buck, el presidente del Chelsea FC, mencionó los ataques antisemitas en internet contra Abramóvich y los ataques racistas contra los jugadores. La fundación de Chelsea financiará la expansión del Centro sobre el Extremismo de la ADL, que proporciona información sobre la actividad extremista a las autoridades-- así como el trabajo de la ADL con un grupo Británico "Institute for Strategic Dialogue" que rastrea el extremismo. También será financiado BINAH Europe, un recurso para que los estudiantes no judíos aprendan sobre el antisemitismo y la identidad judía.
También financia un programa a largo plazo que reúne a niños judíos y árabes en sesiones de entrenamiento de fútbol. En este programa cada año más de 1000 niños árabes y judíos cada año se unirán a través del fútbol, y adicionalmente el Chelsea financiara una estructura más amplia  así como mejorando y capacitando a entrenadores locales. Así el programa "Playing Fair, Leading Peace" (Jugando Limpio, Liderando Paz) romperá barreras y combatirá la discriminación mezclando comunidades en Israel.
El dueño del equipo Blues muy frecuentemente ha sido calificado por ser un multimillonario ruso que adquirió el club en el año 2003. Sin embargo, en los últimos años, después de que adquiriese la ciudadanía de Israel y lanzó la campaña "Di No al Antisemitismo" a través del Chelsea FC, el hecho de ser judío pasó a primer plano. Fue sometido a un ataque sin precedentes en las redes sociales por un total de casi 3.000 mensajes en mayo de 2021, coincidiendo con el auge del antisemitismo y el racismo en el Reino Unido durante el conflicto en el Medio Oriente.
Tony Burnett, director ejecutivo de la organización "Kick It Out", elogió la postura del club Chelsea sobre la lucha contra el antisemitismo y prometió que la organización sobre antidiscriminación ahora buscará seguir el ejemplo de los Blues. "Históricamente se ha afirmado que Kick It Out fue fundada para luchar contra el racismo contra los jugadores y entrenadores negros. Analizamos nuestra estrategia; y entonces nos dimos cuenta de que no estábamos haciendo lo suficiente respecto el antisemitismo y reunimos a un grupo de partes interesadas con una vasta experiencia en este tema".
A nivel mundial, Abramóvich es conocido como el dueño del Chelsea Football Club de la Premier League, por el cual ha utilizado para motivar, educar e inspirar a los aficionados del deporte a luchar contra el odio racista. Abramóvich lidera y financia una campaña global única y completa, bajo el lema "Di no al Antisemitismo", dedicada a crear conciencia sobre los efectos dañinos del antisemitismo desde una perspectiva educativa. El club Chelsea trabaja con figuras destacadas y autoridades de todo el mundo para ayudar a difundir este mensaje. Como parte de este esfuerzo, los jugadores, la gerencia, el personal y los aficionados del Chelsea se han reunido personalmente con los sobrevivientes del Holocausto, se han unido a la Marcha de los Vivos y han llamado a abordar de manera proactiva el antisemitismo. La campaña educativa involucra como socios el Congreso Judío Mundial, la Anti-Defamation League (ADL), Holocaust Educational Trust, la Conferencia de Presidentes de las principales organizaciones judías estadounidenses, el Museo Judío, Imperial War Museum y el the Royal Air Force.
Tras la invasión de Rusia a Ucrania, por el cual muchos patrocinadores y por si entes económicos que han dado la espalda a Rusia, el 26 de febrero del 2022, ha dejado de ser el presidente del Club, cediendo sus poderes a dos Fideicomisos del club. El 7 de mayo de 2022, Abramóvich acordó vender Chelsea a un nuevo grupo propietarios, liderado por Todd Boehly, Mark Walter y Hansjörg Wyss, para vender el club.

### Vida privada
La familia de Abramóvich es ruso-judía.
Su madre, Irina Vasílievna Abramóvich (cuyo apellido de soltera era Mijailenko), era profesora de música y falleció cuando Roman tenía un año de edad. Su padre, Aron (Arkadi) Abramóvich Leibovich (1937-1969), trabajó en el consejo económico de la República Autónoma de Komi.
Los abuelos maternos de Roman fueron Vasily Mikhailenko y Faina Borisovna Grutman, los dos nacidos en Ucrania. Fue en Sarátov durante los primeros días de la Segunda Guerra Mundial donde la abuela de Roman por el lado materno, Faina Borisovna Grutman, huyó de Ucrania. Irina, la madre de Roman, tenía entonces tres años.
Los abuelos paternos de Román, Nachman Leibovich y Toybe (Tatiana) Stepánovna Abramóvich, eran judíos bielorrusos. Los abuelos paternos de Román vivieron en Bielorrusia y después de la revolución se trasladaron al país vecino de Lituania.
En 1940, el poder soviético llegó a Lituania que implicó la ocupación militar, su anexión y las deportaciones masivas. Justo antes del inicio de la guerra en los territorios fronterizos occidentales de la URSS, los rusos “despejaron todo aquel elemento antisoviético, criminal y socialmente peligroso”. Muchas familias fueron deportadas a Siberia. Los abuelos de Abramóvich fueron separados cuando fueron deportados. El padre, la madre y los 3 hijos, Leib, Abram y Aron (Arkady), iban en coches diferentes. Muchos de los deportados murieron en los campos de trabajos forzados (gulags). Entre ellos se encontraba el abuelo paterno de Abramóvich, Nachman Leibovich quien murió en 1942 en el campo de la NKVD en el asentamiento de Resheti, territorio de Krasnoyarsk.
Abramóvich, quien es de ascendencia judía lituana y es muy sensible a las cuestiones relacionadas con el Holocausto, decidió establecer un bosque de unos 25.000 árboles nuevos y rehabilitados, a la memoria de los judíos de Lituania que perecieron en el Holocausto; además de un memorial virtual en homenaje a la judería lituana (Seed a Memory) por el cual permite a personas de todo el mundo conmemorar historias personales de sus antepasados nombrando un árbol e incluyendo su nombre en el memorial.
Junto con Michael Kadoorie y Jacob Safra, Abramóvich es uno de los principales benefactores de la comunidad judía portuguesa y de B’nai B’rith International Portugal.
Es también de notar que Abramóvich invirtió grandes cantidades de dinero en compras de jugadores portugueses de Fútbol. Según reportes en la prensa, el invirtió 165,1 millones de Euros en Portugal; de los cuales 90,9 millones fue con jugadores del equipo Benfica y 72,2 con jugadores del FC Porto.
Abramóvich ha contraído matrimonio en tres ocasiones; mientras que su primera esposa es prácticamente desconocida, la segunda (Irina) alcanzó notoriedad, especialmente cuando se divorció de él en 2007 y recibió la mitad de su fortuna como indemnización. Habían decidido separarse tras 15 años de relación y 5 hijos en común.
Actualmente Abramóvich mantiene un noviazgo con la joven Daria Zhúkova, aficionada al arte, a la que ha apoyado en la apertura de una galería en Moscú: El Garaje. Se ha relacionado con este proyecto la compra por parte de Abramóvich de dos pinturas, de Lucian Freud y Francis Bacon, por las cuales pagó unos 76 millones de euros.
El 30 de abril de 2012 se oficializó la entrada del magnate ruso en la Fórmula 1, ya que el club de fútbol de su propiedad se convirtió en uno de los mayores patrocinadores del equipo Sauber F1 Team, siendo factible la progresiva compra del equipo por parte del club londinense.

### Acciones benéficas
El periódico Jerusalem Post describe a Román Abramóvich como un "mega filántropo" así también como "un ferviente partidario de la cultura judía en todo el mundo desde hace mucho tiempo". Abramóvich ha sido reconocido por el Foro para la Cultura y Religión Judía por su contribución de más de $500 millones a causas Judías en Rusia, Estados Unidos, Gran Bretaña, Portugal, Lituania, Israel y otros lugares durante los últimos 20 años.
Abramóvich decidió establecer en Israel un bosque de unos 25.000 árboles, en memoria de los judíos de Lituania que perecieron en el Holocausto, además de un memorial virtual en homenaje a los judíos de Lituania.
También hizo una importante donación para la rehabilitación del cementerio judío de Altona, que hoy es un barrio de la ciudad de Hamburgo, Alemania. El proyecto es llevado a cabo por B'nai B'rith International Portugal en asociación con Chabad de Hamburgo.
En 2015, Abramóvich donó aproximadamente $30 millones a la Universidad de Tel Aviv para establecer el innovador Centro de Nanociencia y Nanotecnología, el cual quiere ser una de las instituciones líderes en el Medio Oriente. Entre los otros beneficiarios de Abramóvich se encuentra el Centro Médico Sheba en el hospital Tel Hashomer al cual ha donado más de 60 millones de dólares con el objetivo de crear diversas empresas de medicina avanzada. Entre estas empresas se incluyen el establecimiento de un nuevo centro de medicina nuclear que abarca 2.000 metros cuadrados, los centros "Sheba Cancer and Cancer Research", el "Pediatric Middle East Congenital Heart Center" y el "Sheba Heart Center".
Abramóvich hizo una donación al Keren Kayemet LeIsrael-Jewish National Fund (KKL-JNF) para un programa integral de rehabilitación de los bosques en el desierto Néguev (al sur en Israel) para así ayudar a combatir la creciente desertificación de la zona y para promover el aumento del turismo de la naturaleza en la zona.
Paralelamente a su actividad filantrópica, Abramóvich ha invertido unos 120 millones de dólares en unas 20 empresas start-up israelíes que van desde la medicina y las energías renovables hasta las redes sociales.
Recientemente, debido al alarmante aumento de casos de COVID-19 en Israel, Abramóvich donó al Centro Médico Sheba para la construcción de una nueva Unidad de Cuidados Intensivos subterránea, que abarca 5.400 metros cuadrados para que así Israel de una respuesta vital a esta crisis así como en tiempos de emergencias nacionales.
Abramóvich contribuye continuamente a las iniciativas de arte y cultura judía, como el festival de cultura contemporánea M.ART en Tel Aviv.

### Petición para un permiso de residencia en Suiza en 2016
Abramóvich presentó una petición para un permiso de residencia en el cantón de Valais (Suiza) en julio de 2016. Suiza es considerado como un país que es favorable hacia empresarios exitosos y con un régimen de impuestos favorable a los negocios y empresas. Abramóvich planeaba transferir su residencia fiscal al municipio suizo. Las autoridades de Valais aceptaron de inmediato su petición y la transfirieron a la Secretaría de Estado de Migración de Suiza para su aprobación. Una vez allí, los investigadores de FedPol expresaron sospechas y se opusieron a la petición. Como resultado, Abramóvich retiró su petición en junio de 2017.
Después de una saga legal de tres años, en 2021 las autoridades suizas exoneraron al empresario Román Abramóvich de cualquier sospecha.